# St. Johannes Evangelist (Niederstetten)
Die römisch-katholische Pfarrkirche St. Johannes Evangelist in Niederstetten im Main-Tauber-Kreis wurde in den Jahren 1965/66 errichtet und trägt das Patrozinium des  heiligen Evangelisten Johannes. Die Kirchweihe fand am 16. Mai 1966 statt. 
Es handelt sich um eine der ersten aus vorgefertigten Stahlbetonteilen errichteten Fertigbaukirchen in der Diözese Rottenburg-Stuttgart. Architekt war Wilhelm Frank. Zur Ausstattung der Kirche gehören eine kunstvolle Fensterwand von Hans Günther Schmidt aus Baiersbronn, ein Kreuzweg in der Heilig-Blut-Kapelle in zeitgenössischer Formensprache von Edith Peres-Lethmate aus Koblenz, Prinzipalstücke aus Muschelkalk von Walter Selig aus Laudenbach sowie unter anderem ein Tabernakel und ein Leuchter von Hermann Stadelmaier aus Schwäbisch Gmünd. Über dem Altar befindet sich ein mächtiges Kreuz mit einem Christus-Korpus aus der Ulmer Schule, das um 1450 gefertigt wurde.
Die katholische Kirchengemeinde Niederstetten wird vom Pfarramt Laudenbach mitverwaltet. Die Kirche gehört zur Seelsorgeeinheit 3, die dem Dekanat Mergentheim der Diözese Rottenburg-Stuttgart zugeordnet ist. Das Kirchengebäude wurde aus wissenschaftlichen und heimatgeschichtlichen Gründen als Beispiel für den Typen- und Fertigteilbau im Sakralbau der Nachkriegsmoderne 2021 als Kulturdenkmal der Stadt Niederstetten nach §2 des Baden-Württembergischen Denkmalschutzgesetzes eingetragen.
Eine baulich starke Ähnlichkeit weist St. Johannes Evangelist zur Kirche Heilige Familie in Lörrach auf.